# Смолеевский, Георгий Викторович
Смолее́вский Гео́ргий Ви́кторович — российский государственный деятель, предприниматель. Префект Южного административного округа города Москвы (2010—2013).

## Ранние годы
Родился в 1960 году в Москве.
В 1977 году окончил школу № 928 Советского района (теперь это Южный округ, район Бирюлёво Западное).

## Работа и карьера
После окончания школы начал трудовую деятельность рабочим на машиностроительном заводе «Знамя» города Москвы.
В 1979 году был призван в ряды Советской Армии, закончил службу в звании сержант, командир отделения.
Отслужив в армии, с 1982 по 2004 год работал на различных руководящих должностях на предприятиях торговли и общественного питания Москвы.
Первый директор СП «Москва Макдоналдс».
- С 1994 года по 2001 года — генеральный управляющий ресторанами СП «Метрополь», это период расцвета и восстановления «Метрополя» после реставрации.
- С 2001 года по 2004 год — директор по развитию компании «Росинтер».
- С 2004 года — заместитель префекта Северо-Западного округа Москвы.
- С 2006 года по 2010 год — первый заместитель руководителя Департамента торговли и услуг Правительства Москвы.
- С 2010 года по 2013 год — префект Южного Административного округа.
- С 2014 года по настоящее время - коммерческая деятельность.

## Образование
В 1984 году окончил Институт Советской Торговли по специальности экономист (ныне Российский государственный торгово-экономический университет).
До 1988 года работал на руководящих должностях в Первомайском районе г. Москвы — директор, заместителем директора треста по кадрам, освобождённый секретарь партийной организации КПСС Первомайского района.
В 1988 году направлен на обучение в компанию «Макдоналдс» Канада — США.
Окончил университет города Чикаго в 1990 году в звании бакалавра экономики. Свободно владеет английским языком. Прошёл стажировку в компании «Макдоналдс» Канада.

## Личная жизнь
Женат. Имеет сына и дочь. Трое внуков..
Есть сын от предыдущего брака.

## Награды и звания
- Орден святого равноапостольного великого князя Владимира 2 степени
- Медаль ФСБ России “100 лет со дня рождения Ю. В. Андропова”
- Почётный работник торговли и сферы услуг
- Почётный знак отличия «Трудовая доблесть России»
- Орден Русской Православной церкви Святого Благоверного князя Даниила Московского 2 степени
- Лучший менеджер 1992 года по всемирному рейтингу корпорации Макдоналдс
- Памятный знак Московской городской избирательной комиссии
- Почётный знак «За активную работу на выборах» 2 степени
- Медаль «80 лет прокуратуре города Москвы»
- Медаль «За заслуги в проведении Всероссийской переписи населения 2010 года»
- Медаль «За вклад в ветеранское движение»
- Юбилейная медаль Федеральной службы безопасности Российской Федерации
- Медаль «За многолетний и добросовестный труд в системе потребительского рынка и услуг города Москвы»
- Грамотами Патриарха Московского Алексея II «За труды во славу Божью на благо Русской Православной Церкви»
- Грамота Даниловского монастыря «За помощь в создании памятного колокола для монастырской звонницы»
- Награждён именным клинком ассоциации ветеранов боевых действий ОВД и ВВ России «За Верность Отечеству»
- Присвоена степень бакалавра в международной системе Макдоналдс университет Чикаго США
- Медаль «Слава нации, добрые люди мира»
- Приз президента компании Макдональдс Джорджа Кохана «Отдавая всего себя» 1993 года